# Avondale (Cincinnati)

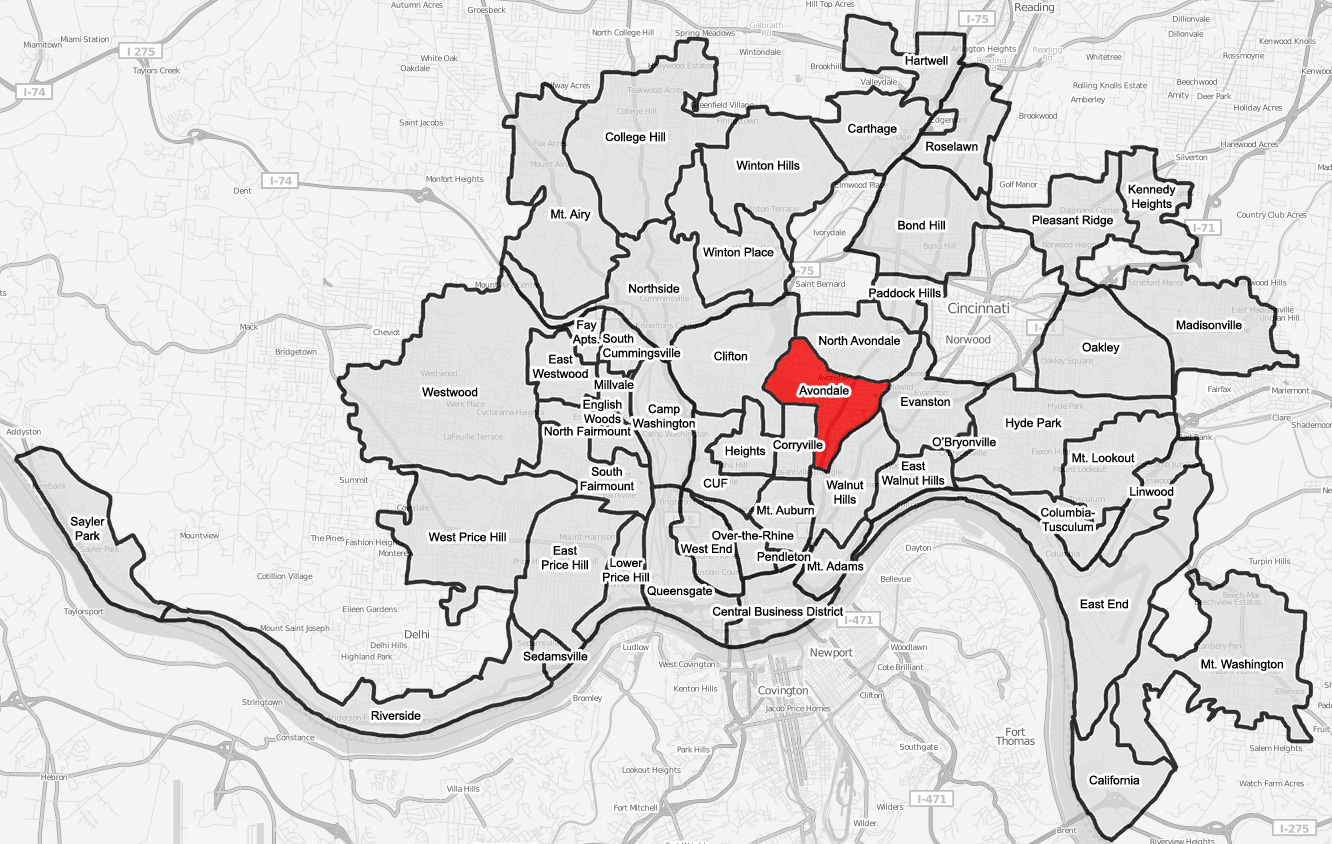
Avondale (Rot) in Cincinnati

Avondale ist ein Viertel von Cincinnati, Hamilton County, Ohio. Es beheimatet den Cincinnati Zoo and Botanical Garden. Es hat 18.706 Einwohner und ist damit Cincinnatis viertgrößtes Viertel. 92 Prozent der Einwohner sind Afroamerikaner und mehr als 40 Prozent von ihnen leben an oder unter der Armutsgrenze.